# 의령군
의령군(宜寧郡)은 대한민국 경상남도 중앙부에 있는 군이다. 경상남도 중앙 내륙에 위치해 있으며 동쪽으로 창녕군과 함안군, 서쪽으로 산청군과 합천군, 남쪽으로는 진주시, 북쪽은 합천군과 접해있으며 그 사이에 낙동강, 남강이 흐르고 있다. 행정구역은 1읍 12면으로 되어 있으며, 군청 소재지는 의령읍 중동리이다.

## 역사
현재의 의령군은 고려 시대에 신번현과 인근의 지역 일부를 합하여 형성되었다.
석기 시대의 유적은 확인되지 않았다. 그러나 인근 지역에서는 어느 정도 확인이 되고 있으므로 석기시대인들의 거주 가능성은 있다. 청동기 시대의 유적이 많이 확인되는데 대표적인 유적으로는 정곡면 오방리 · 석곡리지석묘군, 화정면 상정리 지석묘군, 가례면 수성리 지석묘군, 칠곡면 신포리 입석군 등이 있다. 학술 발굴 조사가 실시된 석곡리지석묘군의 조사에 의하면 조성 연대는 대략 기원전 5 ~ 4세기로 추정된다.
삼국시대에 임례국(稔禮國)이 자리 잡았다. 임례국은 대가야 시대에 남가야의 중핵이었던 안라국의 옆에 있어서 안라국의 영향력 하에 있었던 듯하다. 임례국은 남가야가 559년 신라에 합병되면서 같이 흡수되었다. 이시대의 유적으로 다수의 고분군이 산재하고 특히 운곡리고분군 및 경산리고분군은 국내에서 유일하게 일본과의 교류를 보여주는 무덤 형태가 발견되어 주목을 받고 있다. 신라는 옛 임례국의 영역에 노함현(奴(獐)含縣)을 설치하였고 757년 경덕왕 16년에 행정명칭 개혁으로 의령현(宜寧縣)으로 개명되어 함안군의 영현이 되었다.
| Daedongyeojido (Gyujanggak) 18-03.jpg | Daedongyeojido (Gyujanggak) 18-02.jpg |
|                                       |                                       |

고려시대인 1018년 현종 9년 의춘(宜春)으로 일시 개명해 진주목의 속현이 되었다. 1390년 공양왕 2년 감무가 설치되었다. 1391년 공양왕 3년 신번현을 합병했다. 조선시대 1413년 의령현이 되었고, 1592년 임진왜란이 발발하자 곽재우 휘하의 의병이 의령과 창녕 일대에서 일본군과 항전했다.
- 1895년 6월 23일(음력 윤5월 1일) 진주부 의령군으로 개편하였다.[4]
- 1896년 8월 4일 경상남도 의령군으로 개편하였다.[5]
- 1914년 4월 1일 합천군 궁소면을 편입하였다.[6]
- 1933년 1월 1일 화양면, 상정면을 폐지하고 화정면을 신설하였다.[7]
- 1979년 5월 1일 의령면을 의령읍으로 승격 하였다.[8]
- 1983년 2월 15일 합천군 적중면 권혜리, 묵방리를 부림면에 편입하였다.
- 2003년 7월 16일 궁유면을 궁류면으로 개칭하였다.

## 지리
낙동강의 본류와 지류인 남강이 합류하는 지대에 위치하고 있어 강을 접한 남쪽은 비옥한 토지로 광야가 펼쳐지고 있으며, 산간 지대에도 곳곳에 분지가 발달하여 생활 환경이 좋은 곳이다. 동서가 길고 남북이 짧은 타원형으로 서북부에 해발 897m의 자굴산이 우뚝 하게 섰고 동북부는 688m의 국사봉이 자리 잡고 있다. 남부는 남강을 사이에 두고 함안군, 진주시와 경계를 이루며 동부는 낙동강을 경계로 창녕군과 접하고 서부는 산청군, 서북부는 합천군과 맞닿아 있다.

### 기후
의령군은 산간 내륙지방의 기후 성격을 띠고 있어 겨울에는 대륙의 영향을 많이 받아 기온의 일교차와 연교차가 크고 강수량이 적은 대륙성기후를 나타내고 여름에는 그와 반대로 바다의 영향을 많이 받는 해양성기후에 속한다고 할 수 있다. 의령의 평균 기온은 12.8도이고, 가장 더웠던 8월은 평균 기온 30.3도, 가장 추웠던 1월은 평균 기온 영하 5.8도이다. 1년중 강수 일수는 82일 정도이고 연평균 강수량은 1,466.2mm 정도이다. 평균 습도는 70.7%로 인근지역인 합천지방의 69%, 진주 지방의 71.5%와 비슷한 상태로서 사람이 생활하기에 알맞은 조건이다.

## 성씨
- 의령 여씨
- 의령 남씨
- 의령 옥씨
- 의령 김씨
- 의령 곽씨

## 행정 구역
의령군의 행정구역은 1읍 12면 116리 565반 238개의 행정 마을로 구성되어 있으며, 전체 면적은 482.89km2이다.
세대와 인구는 2011년 6월 30일 기준으로 14,344세대 30,209명이고 그 중 32%가 의령읍에 거주한다. 1965년의 106,629명을 정점으로 계속해서 인구가 감소하고 있으며, 현재 인구는 29,417명으로 줄어들었다.
| 읍면   | 한자   | 세대  | 인구  | 면적  | 지도 |
| ------ | ------ | ----- | ----- | ----- | ---- |
| 의령읍 | 宜寧邑 | 4,090 | 9,600 | 34.30 |      |
| 가례면 | 嘉禮面 | 883   | 1,941 | 35.55 |      |
| 칠곡면 | 七谷面 | 644   | 1,209 | 22.37 |      |
| 대의면 | 大義面 | 648   | 1,169 | 35.88 |      |
| 화정면 | 華正面 | 882   | 1,737 | 38.29 |      |
| 용덕면 | 龍德面 | 905   | 1,839 | 33.83 |      |
| 정곡면 | 正谷面 | 875   | 1,622 | 40.17 |      |
| 지정면 | 芝正面 | 1,079 | 2,082 | 46.91 |      |
| 낙서면 | 洛西面 | 485   | 915   | 23.44 |      |
| 부림면 | 富林面 | 1,728 | 3,435 | 47.96 |      |
| 봉수면 | 鳳樹面 | 666   | 1,157 | 33.06 |      |
| 궁류면 | 宮柳面 | 792   | 1,342 | 43.57 |      |
| 유곡면 | 柳谷面 | 759   | 1,369 | 47.56 |      |

## 군청
- 현재 의령군청은 경상남도 의령군 의령읍에 위치하고 있다.

## 교육 기관
- 고등학교

|  | - 신반정보고등학교 | - 의령고등학교 | - 의령여자고등학교 |

- 중학교

|  | - 신반중학교 - 의령여자중학교 | - 의령중학교 - 정곡중학교 | - 지정중학교 |

- 초등학교

|  | - 가례초등학교 - 궁류초등학교 - 낙서초등학교 - 남산초등학교 | - 대의초등학교 - 부림초등학교 - 부림초등학교 봉수분교 - 용덕초등학교 | - 유곡초등학교 - 의령초등학교 - 정곡초등학교 - 지정초등학교 | - 칠곡초등학교 - 화정초등학교 |

- 특수학교

|  | - 경남은광학교 |

## 자매 도시
- 대한민국 경상남도 사천시
- 대한민국 전라남도 무안군
- 대한민국 서울특별시 용산구
- 대한민국 경상북도 의성군
- 중국 산둥성 랴오청 시
- 페루 피우라 주 피우라
- 몽골 셀렝게주 만달군

## 같이 보기
- 영남 지방
- 대한민국의 행정 구역
- 대한민국의 지리